# Ferme éolienne de Peñascal
La ferme éolienne de Peñascal est située dans le comté de Kenedy, au Texas, elle a été achevée en avril 2010. Elle a une puissance nominale de 404 MW.
Le parc éolien est constitué de 168 éoliennes Mitsubishi MHI 92, chacune ayant une puissance nominale de 2,4 MW. L'installation a créé quelque 20 emplois directs dans l'entretien et l'exploitation du parc éolien. Environ 200 personnes ont participé à sa construction. Iberdrola a reçu une subvention de 114 millions de dollars pour le projet dans le cadre des fonds de relance qui a été publié en septembre 2009.
Le parc éolien comprend un système radar innovant qui détecte l'arrivée d'importants groupes d'oiseaux migrateurs et arrête les éoliennes si les conditions de visibilité présentent un danger.